# 大谷ダム (熊本県)
大谷ダム（おおたにダム）は、熊本県阿蘇郡高森町、一級河川・大野川本流上流部（通称大谷川）に建設されたダムである。大分県竹田市との県境付近に存在する。

## 概要
戦前に建設された大規模農業用ダムのひとつ。火山灰の地層で覆われ、水利に乏しかった大分県竹田市荻町に水を引くために建設された。構造は外部コンクリートブロック積、粗石モルタル積、頂部純コンクリート巻立であり、土木学会の「日本の近代土木遺産-現存する重要な土木構造物2000選」にも選定されている。

## 歴史
- 1934年（昭和9年）- 大谷ダム着工。
- 1935年（昭和10年）7月2日 - 築造工事起工式。
- 1940年（昭和15年）3月31日 - 工事竣工。